# Cakra Khan
Cakra Khan, właśc. Cakra Konta Paryaman (ur. 27 lutego 1992 w Pangandaran) – indonezyjski piosenkarz.

## Życiorys
Urodził się 27 lutego 1992 w Pangandaran w prowincji Jawa Zachodnia. W 2012 roku wydał swój pierwszy singiel pt. „Harus Terpisah”. W 2016 roku utwór ten miał 24 miliony wyświetleń w serwisie YouTube. W 2013 roku wyszedł jego album studyjny pt. Cakra Khan, ze sprzedażą w nakładzie 70 tys. egzemplarzy w ciągu tygodnia od premiery. W tym samym roku artysta otrzymał nagrodę AMI (Anugerah Musik Indonesia) w dwóch kategoriach: najlepszy debiutant i najlepszy solista popowy.

## Dyskografia
- 2013: Cakra Khan
- 2015: We Love Disney

Źródło: .